# Liérganes
Liérganes è un comune spagnolo di 2 467 abitanti situato nella comunità autonoma della Cantabria, comarca di Trasmiera. 

## Geografia umana
È localizzato nella zona nord della valle del Miera, ai piedi delle colline Marismón e Cotillamón dette las tetas de Liérganes per il loro profilo che richiama le mammelle di donna. È un comune montano formato dai due nuclei abitati di Pámares e Liérganes, il capoluogo che dà il nome al comune e dista 27,5 km da Santander, capitale della regione.
Liérganes negli anni settanta dello scorso secolo contava 2 410 abitanti e, sia pur lentamente ma costantemente ha avuto negli anni successivi una diminuzione del numero degli abitanti che continua anche dopo il 2001 con un progressivo invecchiamento della popolazione come indica il valore dell'età media dei cittadini che attualmente è di 41 anni. La ripartizione della popolazione attiva a seconda del settore in cui è impegnato indica che il 17,5% è assorbito dall'agricoltura e dall'allevamento del bestiame, il 17,1% dall'industria, il 15,4% dall'edilizia e il 49,9% dal settore dei servizi.

## Storia
Come in tutta la Cantabria, anche nella valle del Miera la presenza umana risale al paleolitico e i primi insediamenti fissi furono di tribù celtibere, cui seguirono i Romani e i Visigoti, coi quali la cristianizzazione della Cantabria fu completa e chiese e monasteri ebbero anche potere civile sui borghi abitati che si formarono attorno a loro.
La più antica prova dell'esistenza di Liérganes nel medioevo, si ha in un documento dell'816 in cui si cita il Monasterio de San Martin ivi esistente, oggi scomparso. In un altro documento del 1351 risulta che i lavoratori di Liérganes eleggevano il proprio signore e pagavano in contanti i tributi al re. Nei secoli successivi non si ebbero eventi di particolare interesse nei due paesi che oggi formano il comune di Liérganes, fino a quando nel XVII secolo fu introdotta la coltivazione del mais e nell'anno 1622 vennero installati nel territorio municipale, primi in Spagna, gli altiforni per la produzione del ferro in sostituzione delle vecchie e tradizionali ferriere. La produzione era dedicata soprattutto a forniture militari: cannoni, altre armi e munizioni e durò per diversi anni.
Nel 1822 si formò il municipio con la suddivisione in tre parti della Junta de Cudeyo cui appartenevano i consigli dei due paesi che formarono il comune. Nel 1862 un altro avvenimento ebbe un notevole peso sull'economia locale: l'apertura del Balneario, stabilimento balneare che iniziò l'utilizzazione curativa della sorgente di acque solforose della Fuente Santa che trasformò la comarca in un luogo di villeggiatura e rese possibile lo sviluppo nel settore dei servizi. Nacquero infatti nuovi alberghi, ristoranti, bar, negozi e casinò. 

## Monumenti e luoghi d'interesse
- Castros cantabros di Castilnegro e di Peñarrubia, resti di insediamenti umani dell'epoca castrense.
- Casa de Setien del 1565.
- Casa del Intendente Riaño del XVI secolo.
- casa de La Costera del XVI secolo.
- Casa del Angel de los Prados del 1630-1640.
- Casa de Langre del XVII secolo.
- Casa de la famillia de la Vega del XVI secolo.
- Casa de los Cañones del XVII secolo.
- Casa de Juan Abad de Rubalcaba del 1590.
- palacio de Elsedo del 1710, contiene una ricca collezione d'arte.
- Palacio de la Reñadar del XVIII secolo.
- Convento de las Madres Cisterciences de los Prados del 1987.
- Iglesia de San Lorenzo in Pámares del XVI secolo.
- Iglesia de San Pedro de Vincula dei secoli XVI-XVII.
- Iglesia de san Sebastian del XIV secolo, rifatta nel 1919.
- Ermita de san Vicente de los Campos del XVII secolo.
- Ermita de Santa Maria de la Blanca del 1595.
- Ermita de San Juan Bautista del XVIII secolo.
- Capilla del Carmen y de San Antonio Abad del XIX secolo.
- Capilla de San José del XIX secolo.
- Ermita del Santo Cristo del Humilladero de Liégarnes dei secoli XVI-XVII con la croce fissata all'interno della chiesa.

Con il termine Humilladero s'intende generalmente un'alta croce su un basamento posta all'ingresso di un paese. Alle volte, come in questo caso, la croce è posta all'interno di una ermita (col termine ermita si indica un oratorio, o una piccola chiesa isolata, o un santuario).

## Feste
Oltre alle feste religiose della Settimana Santa, del Natale e dell'Epifania, sono da segnalare le due feste sacre e profane insieme, secondo le consuetudini spagnole di San Pantaleon il 17 luglio, e di San Pedro Ad vincula del 1º agosto.